# Johannes Brodersen
Johannes Hermann Brodersen (* 9. Februar 1878 in Schleswig; † 8. Juni 1970 in Hamburg) war ein deutscher Anatom, Hochschullehrer und konservativer Gegner des Nationalsozialismus.

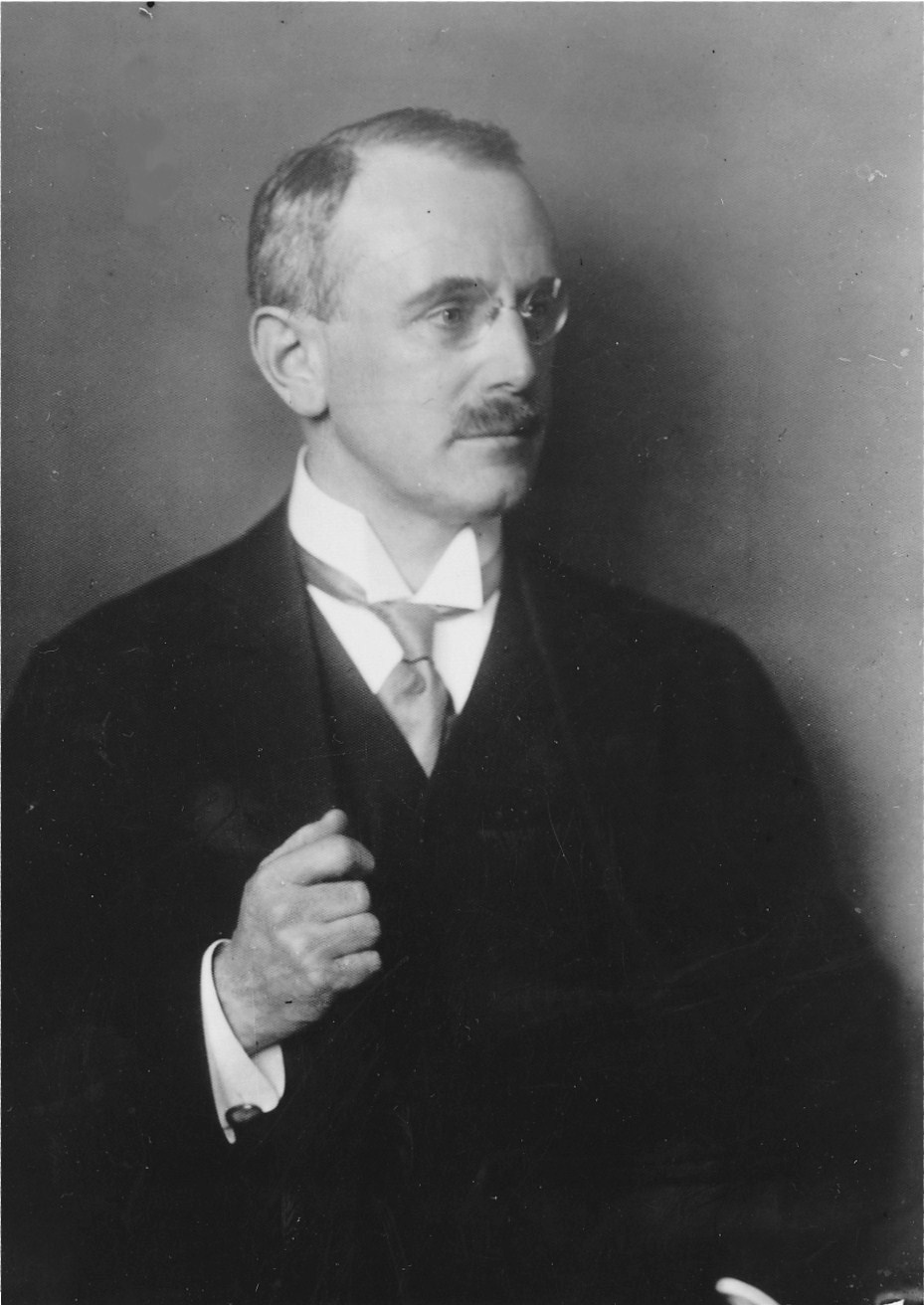
Johannes Brodersen ca. 1950

## Leben

### Familie und Ausbildung

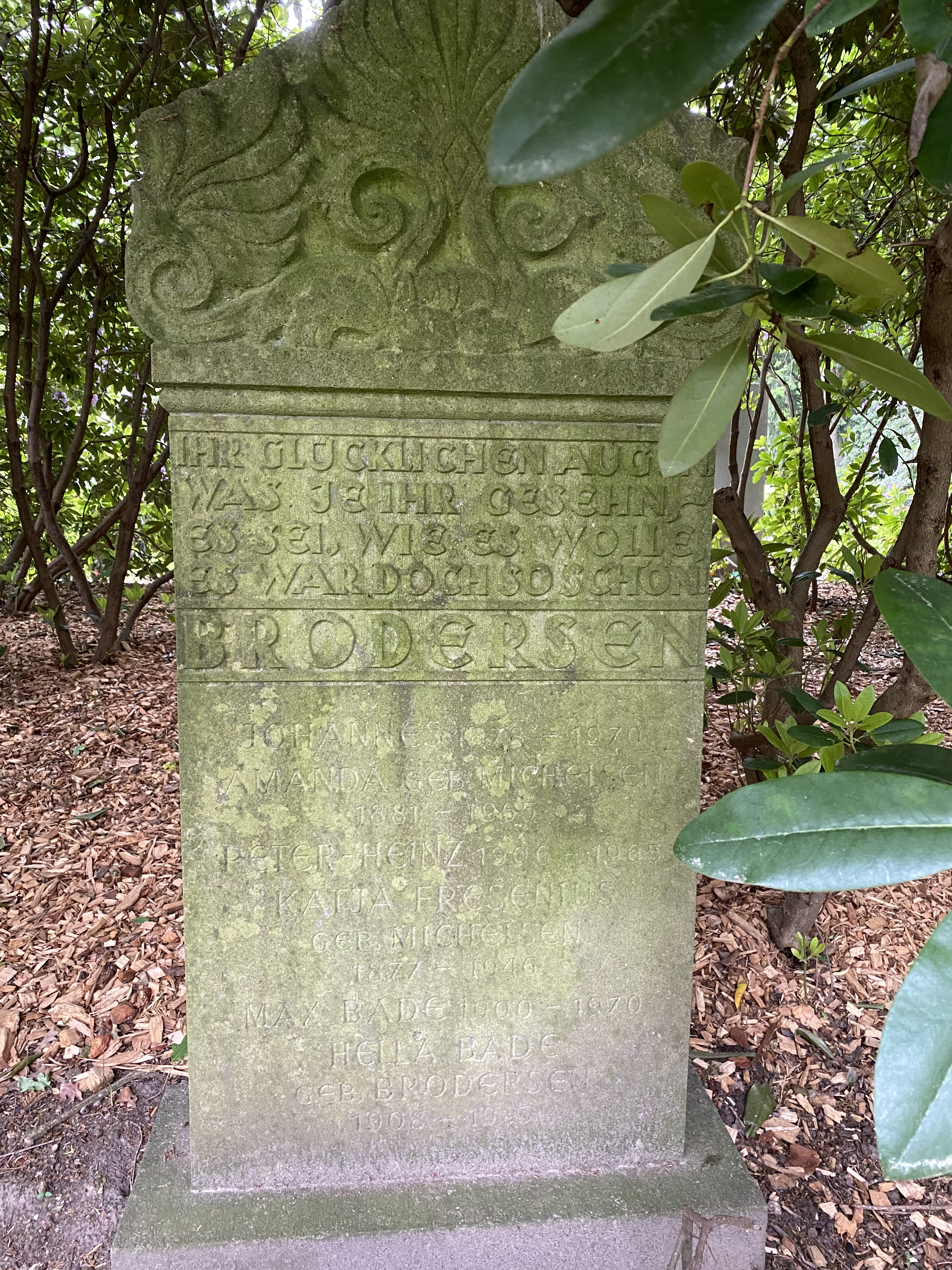
Grabstätte
(Planquadrat V 16)

Der evangelisch getaufte Johannes Brodersen war der Sohn des Regierungssekretärs Carl Theodor Brodersen und seiner Frau Henriette Margaretha Christiane Hansen. Er studierte nach dem Abitur Medizin an der Friedrich-Schiller-Universität Jena, der Universität Straßburg, der Ludwig-Maximilians-Universität München sowie ab Oktober 1901 der Universität Rostock, 1903 promovierte er dort zum Dr. med. Johannes Brodersen heiratete im Jahr 1905 Amanda Magdalena geborene Michelsen (1881–1965), mit der er drei Kinder namens Peter-Heinz (1906–1965), Hella (1908–1993) sowie Hannah (1911–1991) hatte. Johannes Brodersen verstarb im Juni 1970 im hohen Alter von 92 Jahren in Hamburg und wurde in der Familiengrabstätte auf dem Friedhof Ohlsdorf, westlich von Kapelle 2, beigesetzt.

### Berufliche Laufbahn
Johannes Brodersen trat ein Jahr nach der Promotion eine Assistentenstelle am Anatomischen Institut der Christian-Albrechts-Universität zu Kiel an, 1905 wechselte er in derselben Funktion an das Anatomische Institut der Westfälischen Wilhelms-Universität nach Münster. Im Folgejahr habilitierte er sich als Privatdozent für das Fach Anatomie. Brodersen, der darüber hinaus zum Prosektor und Abteilungsvorsteher bestellt worden war, war zusätzlich zwischen 1917 und 1918 als Assistenzarzt an der Westfront im Ersten Weltkrieg eingesetzt. 1919 übernahm Johannes Brodersen eine Privatdozentur für Anatomie an der Universität Hamburg, 1923 wurde er zum planmäßigen außerordentlichen Professor ernannt. Aufgrund seiner konservativen Einstellung stand Brodersen gegenüber dem Nationalsozialismus in Opposition. Von ihm ist überliefert, seine Weigerung, den Treueeid auf Hitler zu schwören, habe er erfolgreich mit dem Argument begründet, er habe dem Kaiser die Treue geschworen und dies gelte für ihn lebenslang. Im November 1933 hat er das Bekenntnis der deutschen Professoren zu Adolf Hitler unterzeichnet. Am 28. Oktober 1933 war er nach dem erzwungenen Ausscheiden von Heinrich Poll zum kommissarischen Direktor ernannt worden. Im Jahr 1941 wurde er zwangsemeritiert. Die Universität Hamburg ernannte ihn 1951 zum ordentlichen Professor.
Brodersens Forschungsarbeiten betrafen den Zellkern, das Blut, die Knorpeln, die Thymus, die Bindegewebe, die Lunge, die Niere, die Haut und die Liesegangschen Linien. Er legte in Hamburg eine große Schausammlung von anatomischen Modellen und mikroskopischen Präparaten an, die auch als „Brodersen-Sammlung“ bezeichnet wird. Sie umfasste ursprünglich etwa 300 Gipsmodelle, deren spezielle Bemalung er mit dem Kunstmaler Wilhelm Viehmann, der am Institut als ständiger freier Mitarbeiter arbeitete, entwickelte. Etwa 230 dieser Modelle sind noch heute erhalten und stehen Ärzten und Studierenden zu Lernzwecken zur Verfügung. Die Technik der Modellierung vermittelte Brodersen im Rahmen seiner Lehrtätigkeit an der Universität Hamburg, überdies betrieb er anatomische Studien über Leonardo da Vinci und Johann Caspar Lavater.
Im Jahre 1964 wurde er mit dem Bundesverdienstkreuz 1. Klasse ausgezeichnet.

## Schriften
- Die Veränderungen der Niere nach zweistündiger Unterbindung der Arteria renalis als Folgen einer veränderten Durchströmung des Gefässes. Adler, Rostock 1904.
- Die Entstehung der Hünefeld-Hensen'schen Bilder im Froschblut bei beschränktem Wasserzusatz. Gustav Fischer, Jena 1921.
- Kontraktionsformen der roten Blutkörperchen des Frosches durch Einwirkung von NaOH in Kochsalzlösungen. Gustav Fischer, Jena 1923.
- Über die Entstehung der Glockenform aus der Biscuitform menschlicher Erythrozyten. Gustav Fischer, Jena 1923.
- Die Entstehung Liesegang'scher Linien im kapillaren Raum. Theodor Steinkopff, Dresden/Leipzig 1924.
- Über die Agglutination der Erythrocyten des Menschen. J. F. Bergmann und Julius Springer, München/Berlin 1925.
- bearbeitet mit Alexander A. Maximow, Josef Schaffer: Epithel- und Drüsengewebe, Bindegewebe und blutbildende Gewebe, Blut (= Handbuch der mikroskopischen Anatomie des Menschen. Bd. 2: Die Gewebe. Tl. 1). Julius Springer, Berlin/Göttingen/Heidelberg 1927.